# Nolana humifusa
Espèce
Classification APG III (2009)
La nolane couchée - Nolana humifusa - est une plante de la famille des Solanacées originaire d'Amérique du sud.

## Description
La nolane couchée est une petite plante rampante, à feuilles alternes et légèrement succulentes. Il s'agit d'une plante annuelle en France (mais vivace en serre).
La fleur, avec un calice à cinq lobes, une corolle en entonnoir très évasé, compte cinq étamines. Sa couleur va du blanc azuré au bleu plus soutenu (avec une couleur plus marquée au milieu de la corolle). Elle compte cinq ovaires à quatre locules, chaque locule contenant une graine.

## Distribution
La Nolane couchée est originaire du Pérou.
Son utilisation ornementale, comme plante annuelle couvre-sol, l'a diffusée dans de nombreuses régions tempérées. Elle a quelques variétés horticoles dont Nolana humifusa 'Little Bells'.

## Position taxinomique et historique
Cette espèce est l'espèce type du genre Nolana et fait partie de la sous-famille des Solanoideae.
Carl von Linné le Jeune décrit le genre en 1762 avec comme espèce-type Nolana prostrata, espèce déjà décrite quelques mois auparavant par Antoine Gouan en sous le nom de Atropa humifusa.
Dans la revue complète du genre est assurée par Michel Félix Dunal en 1852, le lien est fait avec les deux espèces mais le nom donné par Linné est conservé. Comme le genre, Nolana prostrata (Nolana humifusa) est alors classé ainsi : Tribus Nolaneae, Subtribus Nolanineae.
Dans la révision publiée en 1936 par Ivan Murray Johnston, l'espèce Nolana humifusa est créée, Nolana prostrata devenant un synonyme.
Cette espèce, avec ses variétés, a été classée à différents moments dans les genres Atropa L., Neudorfia Adans., Periloba Raf., Osteocarpus Phil., Zwingera Hofer : cela illustre bien la difficulté inhérente au classement de la famille des Nolanacées.
Elle a de nombreux synonymes :
- Atropa humifusa Gouan
- Nolana coronata Ruiz & Pav.
- Nolana gallinacea Pers.
- Nolana parviflora (I.M.Johnst.) I.M.Johnst.[1]
- Nolana parvifolia Phil.
- Nolana polymorpha Gaudich.
- Nolana prostrata L.f.
- Nolana urubambae Vargas
- Periloba parviflora I.M.Johnst.
- Zwingera humifusa (Gouan) Hofer

Elle compte deux variétés botaniques, qui ont elles-mêmes de nombreux synonymes :
- Nolana humifusa var. plicata (I.M.Johnst.) Mesa (1981) - synonymes :
  - Nolana aticoana Ferreyra
  - Nolana insularis (I.M.Johnst.) I.M.Johnst.
  - Nolana ivaniana Ferreyra
  - Nolana latipes I.M.Johnst.
  - Nolana mariarosae Ferreyra
  - Nolana plicata I.M.Johnst.
  - Nolana tomentella Ferreyra
  - Nolana willeana Ferreyra
  - Periloba insularis I.M.Johnst.
- Nolana humifusa subsp. spathulata (Ruiz & Pav.) Mesa (1981) - synonymes :
  - Nolana arenicola I.M.Johnst.
  - Nolana bipartita Ruiz & Pav.
  - Nolana guentheri I.M.Johnst.
  - Nolana pallidula I.M.Johnst.
  - Nolana spathulata Ruiz & Pav.
  - Osteocarpus spathulatus (Ruiz & Pav.) Phil.[2]

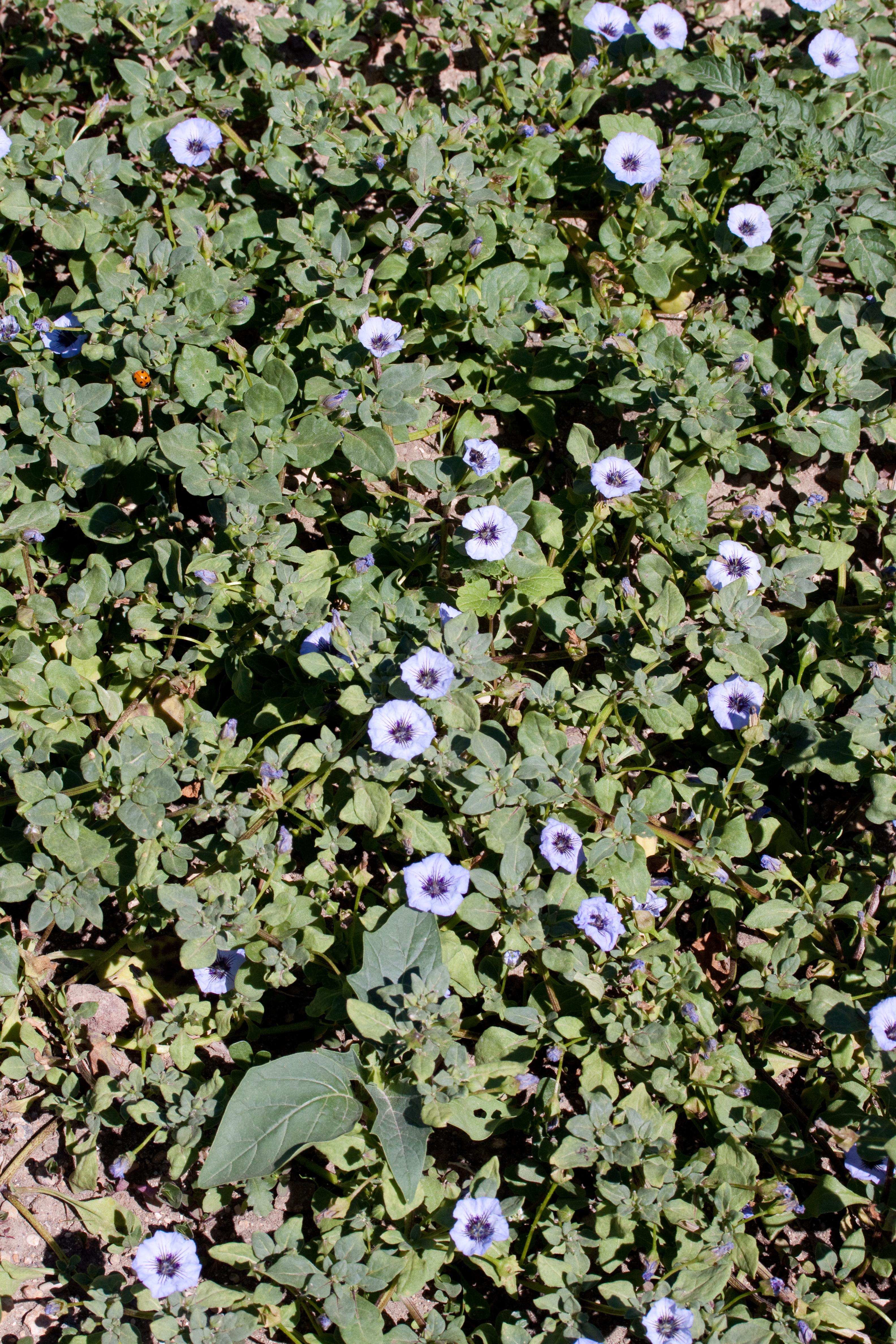
Floraison
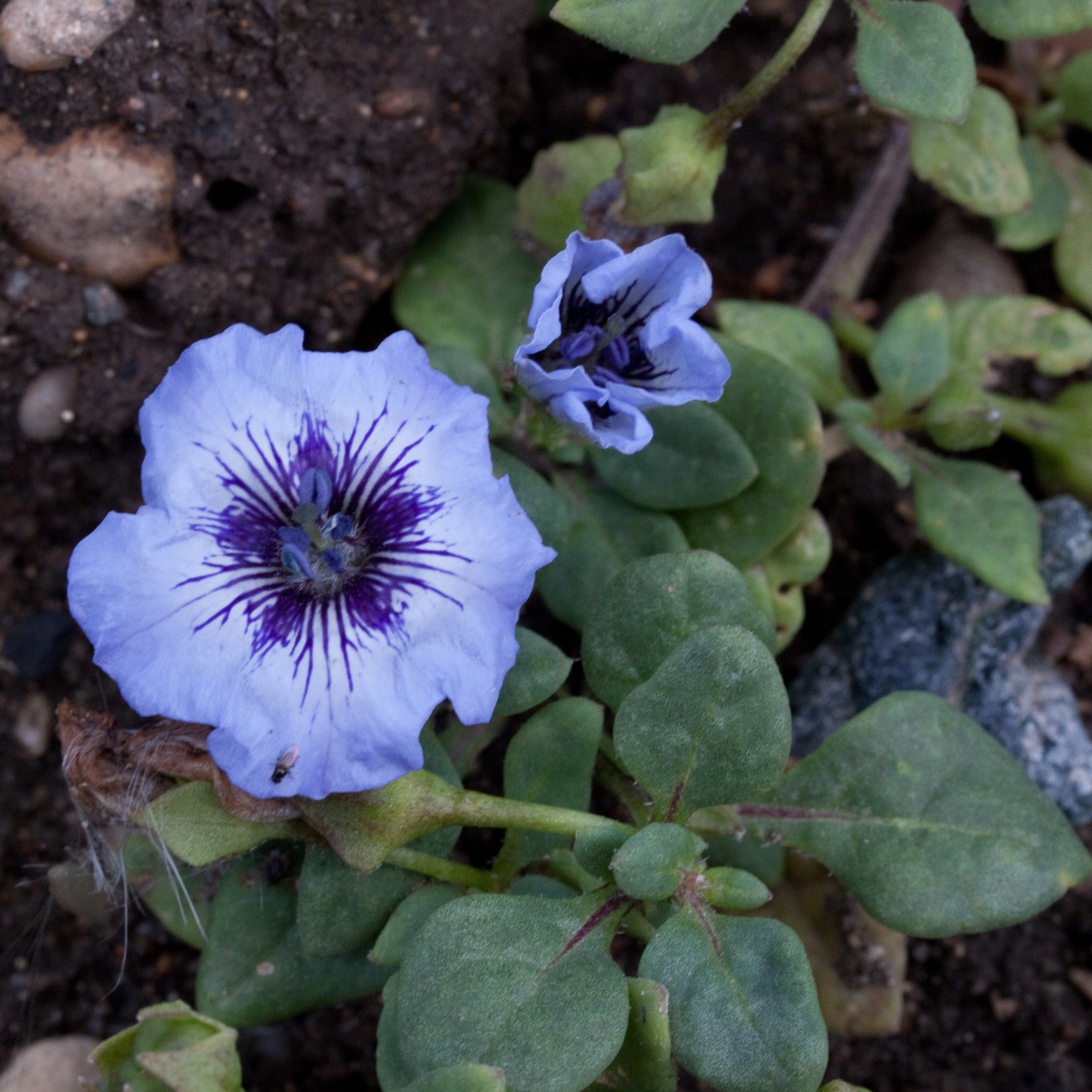
Fleurs
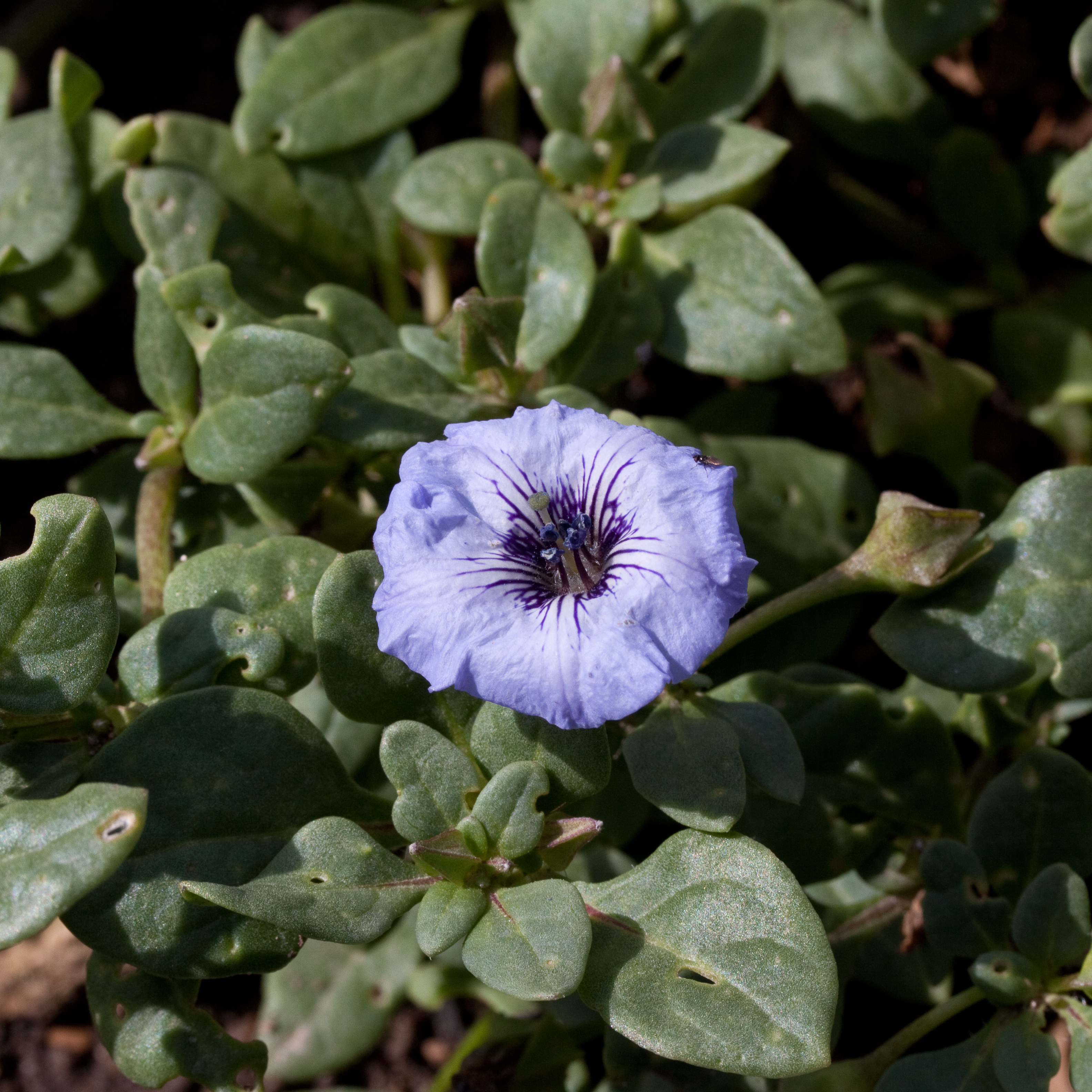
Fleur